# 金珉志
金珉志（韓語：김민지，1992年4月11日—），韓國女演員，2013年至2016年使用藝名「徐珉志」。

## 演出作品

### 電視劇
- 2008年：MBC《他來了》
- 2009年：KBS《千秋太后》飾演 文和王后金芙蓉（少年）
- 2009年：KBS《花樣男子》飾演 張優美
- 2009年：KBS《即使恨也要再愛一次》
- 2010年：MBC《被稱為神的男子》飾演 洪慧珍
- 2011年：KBS《Dream High》飾演 Music Bank MC（客串）
- 2014年：KBS《黃金交叉》飾演 姜夏允
- 2015年：Mnet《七顛八起具海拉》飾演 Scarlett
- 2015年：SBS《The Ace》飾演 朴秀珉
- 2016年：MBC《拖旅行箱的女人》飾演 徐智雅
- 2017年：KBS《Manhole：夢遊仙境的奉弼》飾演 洪貞愛
- 2018年: MBN《Rich Man》飾演 金芬紅

### 網路劇
- 2015年 : MBC Ever1《0時的她》飾演 閔世蘿

### 電影
- 2010年：《依帕內瑪少年》
- 2010年：《尋找金鍾旭》

### MV
- 2008年：Epik High《1 Minute 1 Second》
- 2009年：Zia《好像要爆炸了》

### 綜藝節目
- 2009年：湖南衛視《天天向上》
- 2009年：湖南衛視《快樂大本營》
- 2009年：湖南衛視《湖南衛視跨年演唱會》
- 2010年：KBS《Music Bank》擔任MC
- 2011年：KBS《百分滿分》

### 廣告代言
- 2008年：17茶（與全智賢）
- 2008年：OPPO Real音樂手機與（與BOBO）
- 2009年：B·B全日霜
- 2009年：LG手機廣告（與金範、起範、俞承豪、李沇熹、崔我裸）
- 2009年：Cotton USA 馬克棉紡
- 2009年：OPPO Real 音樂手機（與Super Junior-M）
- 2010年：2%飲料（與BIGBANG）
- 2010年：仟佰惠彩妝
- 2010年：中國國INFINITE依菲伲緹(女性護膚品)
- 2010年：浙江寶娜斯襪業
- 2011年：代言藍色天空休閒裝（與吳克群）
- 2011年：SK電信最新代言人（與元彬）
- 2011年：Holika Holika睫毛膏（與鄭容和）
- 2011年：寶娜斯(BONAS) 代言人

## 外部連結
- NAVER （页面存档备份，存于）